# Sărămaș, Covasna
Sărămaș este un sat în comuna Barcani din județul Covasna, Transilvania, România. Se află în partea de sud-vest a județului, în Depresiunea Întorsura Buzăului. Fabrică de lactate și brânzeturi.